# Åsen (commune d'Älvdalen)
Pour les articles homonymes, voir Åsen.
Åsen est une localité de Suède dans la commune d'Älvdalen située dans le comté de Dalécarlie.
Sa population était de 205 habitants en 2019.